# النقب NG7
مدفع رشاش النقب NG7 هو مدفع رشاش خفيف متعدد الأغراض مصنوع في إسرائيل من عيار الناتو 7.62 × 51 ملم، يتم تغذيته بسلسلة ومع توافق، على أساس مدفع رشاش النقب 5.56 × 45 ملم للصناعة العسكرية . تم تصميم وتصنيع Negev NG7 من قبل شركة صناعات الأسلحة الإسرائيلية (IWI) ويستخدمها جيش الدفاع الإسرائيلي (بشكل رئيسي في سلاح المشاة وسلاح الهندسة القتالية والوحدات الخاصة )، حيث يطلق عليه اسم " النقب 7 " بالإضافة إلى ذلك، النقب يتم تصدير NG7 إلى الخارج، وبيعه للجيش الهندي والجيش الكيني.
يجمع Negev NG7 بين قوة الرصاص عيار 7.62 ملم وبين الوزن الخفيف والحجم الصغير للنقب. هذه الميزات، بالإضافة إلى إمكانية إطلاق النار نصف الآلي، تجعلها مناسبة بشكل خاص لحمل مقاتلي المشاة والمهندسين القتاليين والوحدات الخاصة والقتال في المناطق المبنية. ومع ذلك، يمكن أيضًا استخدام Negev NG7 لأغراض أخرى وتركيبه على مركبة قتالية مدرعة.
قبل وضع النقب في الخدمة، كانت الرشاشات الخفيفة المقبولة في جيش الدفاع الإسرائيلي هي الحد الأدنى من الأسلحة الرشاشة. مزايا الرشاشات النقبية على هذه الرشاشات هي وزنها الخفيف نسبيًا وحجمها الصغير ومقاومتها لظروف الصحراء القاسية الحجم الصغير نسبيًا، خاصة في إصدار "Negev NG7 Commando" SF)، يسمح بالهجوم بالمدفع الرشاش واستخدامه في العمليات الخاصة ، دون فقدان القوة النارية والقدرة على اختراق الدروع. بالإضافة إلى ذلك، يمكن للنقب إطلاق النار ليس فقط على شكل مجموعات، ولكن أيضًا على رصاصة واحدة (إطلاق شبه آلي)، وهي ميزة مهمة بشكل خاص في الحرب في منطقة مبنية تتطلب إطلاق نار انتقائي، ويمكن استخدامها كسلاح شخصي للمقاتل.

## تاريخ

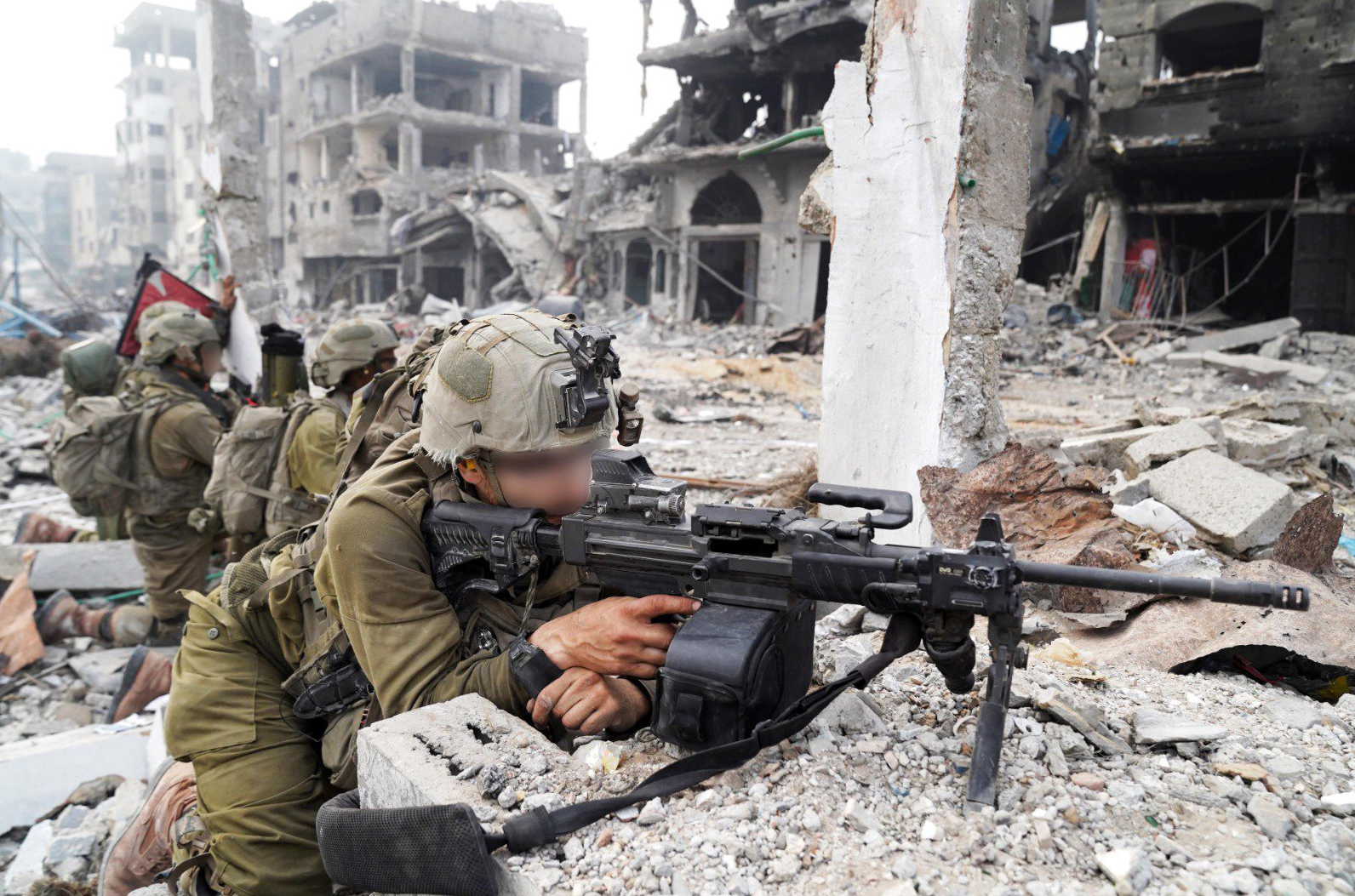
مقاتل من جيش الدفاع الإسرائيلي يطلق النار من مدفع رشاش من طراز Negev NG7 في حرب السيوف الحديدية.

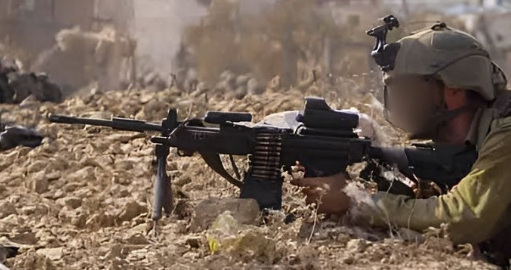
مقاتل من جيش الدفاع الإسرائيلي يطلق النار في النقب NG7 في حرب السيوف الحديدية.

في التسعينيات من القرن العشرين، طورت الصناعة العسكرية مدفع رشاش النقب لجيش الدفاع الإسرائيلي. وكان النقب عبارة عن مدفع رشاش خفيف من عيار 5.56 ملم تابع لحلف شمال الأطلسي. وفي العقد الأول من القرن الحادي والعشرين، تمت خصخصة مصنع الأسلحة الخفيفة التابع لجيش الدفاع الإسرائيلي وبيعه لصناعات الأسلحة لإسرائيل . IWI ) التي واصلت تطوير وإنتاج النقب.
في عام 2012، قامت شركة صناعات الأسلحة الإسرائيلية بتطوير مدفع رشاش من عيار النقب عيار 7.62x51 ملم لحلف الناتو على أساس النقب. هذا المدفع الرشاش يسمى NG7. يتمتع هذا المدفع الرشاش بميزة فريدة من نوعها: إطلاق نار نصف آلي انتقائي ، وهو أمر يكاد يكون معدومًا في المدافع الرشاشة من عياره، بالإضافة إلى آليات الأمان للنيران غير المنضبطة.
تم شراء Negev NG7 من قبل جيش الدفاع الإسرائيلي وكانت وحدات النخبة أول من تم تجهيزه به. سجلت النقب NG7 معمودية نارية تشغيلية في عملية تسوك إيتان وحصلت على تقييمات جيدة من المقاتلين والثناء على العمل المستمر دون أعطال وتوقفات وعلى الموثوقية في الظروف الصعبة.
لاحقًا، تم استيعاب النقب NG7 في ألوية المشاة النظامية وحل محل Mag في دور مدفع رشاش للمشاة (أي: مدفع رشاش يحمله جندي وليس على مركبة أو ناقلة جنود مدرعة).
في عام 2023، طورت IWI اثنين من المشتقات المدمجة للغاية وخفيفة الوزن (مدفع رشاش خفيف للغاية) لمدفع رشاش النقب: Negev 7 ULMG و Negev 7 ULMG SF. يأتي كلا الطرازين بعيار 7.62 ملم، ويزن الطراز العادي 6.6 كجم ويبلغ طول برميله 420 ملم، بينما يزن طراز SF 6.4 كجم ويبلغ طول برميله 330 ملم. جاءت التطورات في أعقاب تعليقات العملاء الذين أرادوا إصدارًا أخف وزنًا وأكثر إحكاما من Negev NG7.
تم استخدام النقب NG7 بشكل تجريبي في عملية تسوك إيتان ودخل الخدمة التشغيلية الكاملة في حرب السيوف الحديدية.

## التفاصيل التقنية والخصائص

### النغيف NG7
- النغيف NG7 هو رشاش أوتوماتيكي يعمل على أساس الغاز الناتج أثناء الإطلاق. يتميز بآلية المغلاق المفتوح، أي أن الإطلاق يتم في الاتجاه الأمامي وينتهي في النهاية بدون فصل بين الخطوة الأمامية والإطلاق.
- العيار الخاص به هو 7.62x51 ملم ناتو ({\displaystyle 7.62\times 51{\mbox{mm}}}) مشابه للـماغ.
- يتم تزويد النغيف بقرص ذخيرة يحتوي على 100 أو 125 رصاصة، صندوق ذخيرة يحتوي على مئات الرصاصات، أو سلسلة ذخيرة.
- الوزن خفيف. وزنه 7.95 كغ فقط، مقارنةً بـالماغ الذي يزن حوالي 11 كغ. الوزن الخفيف يجعل من السهل استخدامه من قبل جندي مشاة.
- السلاح مدمج. طوله الكلي حوالي 1,100 ملم (حوالي 43 بوصة)، ولكن عندما يتم طي الكتف يكون طوله 1,030 ملم فقط (حوالي متر واحد).
- نسخة "النغيف NG7 كوماندو (SF)" مدمجة بشكل خاص: وزنها أقل من 7.8 كغ وطولها حوالي 1012 ملم مع كتف مفتوح و942 ملم مع كتف مغلق.
- طول السبطانة هو 508 ملم (20 بوصة) في النسخة العادية و420 ملم في نسخة الكوماندو (16.5 بوصة).
- معدل الإطلاق النظري قابل للاختيار (عن طريق منظم الغاز): 600-750 طلقة في الدقيقة.
- سرعة الفوهة 860 متر في الثانية.
- وضع تشغيل شبه أوتوماتيكي ("فردي") لإطلاق دقيق وسريع في القتال في المناطق المبنية.
- على الرغم من وزنه الخفيف، فإن النغيف NG7 سلاح مستقر نسبيًا، سواء عند الإطلاق شبه الأوتوماتيكي، أو إطلاق الدفعات، أو الإطلاق التلقائي الكامل.
- يحتوي على أربعة أنظمة أمان لتقليل فرص إطلاق النار غير المنضبط.
- يعتبر النغيف NG7 رشاشًا دقيقًا نسبيًا.
- مُجهز بـسكك بيكاتيني لتسهيل تركيب مجموعة واسعة من المهدافات: مهدافات انعكاسية، مهدافات تلسكوبية، وأدوات تكتيكية أخرى (مثل مؤشر ليزر).
- تم استبدال الكتف التقليدي للنغيف بنموذج "كتف العمليات الخاصة" القابل للتعديل الشبيه بـM4 كاربين، كما تمت إضافة مسند خد قابل للتعديل لراحة المستخدم.
- النغيف NG7 مزود افتراضيًا بـمهداف حديدي لمدى بين 300-1,000 متر، ويحتوي أيضًا على مهداف ليلي يعتمد على التريتيوم.
- سهل التفكيك والتركيب في الميدان لأغراض الصيانة.
- مزود بنظام IWI ELOG الذي يجمع ويخزن بيانات الاستخدام، مما يساعد على صيانة أكثر كفاءة.

### النغيف 7 ULMG
نسخة مدمجة وخفيفة الوزن للغاية من NG7. الاسم ULMG يعني Ultra-Light Machine Gun. تحتوي أيضًا على نسخة كوماندو (SF) مدمجة أكثر وتحتوي على سبطانة قصيرة جدًا.
- عيارها 7.62x51 ملم الناتو
- معدل الإطلاق: 600–800 طلقة في الدقيقة.
- طول السبطانة: 420 ملم (16.5 بوصة) في النسخة العادية، 330 ملم (13 بوصة) في نسخة الكوماندو (SF).
- لولبية السبطانة: 4 مسارات بمعدل التواء 1:12.
- الطول الكلي ULMG: 1,000 ملم (كتف مفتوح) و920 ملم (كتف مغلق).
- الطول الكلي ULMG SF: 910 ملم (كتف مفتوح) و830 ملم (كتف مغلق).
- الوزن (فارغ): 6.6 كغ في النسخة العادية، 6.4 كغ في نسخة الكوماندو (SF).

## المستخدمون
- **إسرائيل**:

```
 * 
الجيش الإسرائيلي
 (في خدمة 
سلاح المشاة
، سلاح الهندسة القتالي، ووحدات النخبة العسكرية الإسرائيلية).
 * 
شرطة إسرائيل
، بما في ذلك وحدة 
يمم
 (في نموذج "كوماندو").
```

- **الهند**:

```
 * في مارس 
2020
 تم طلب حوالي 17,000 رشاش نغيف NG7 لاستخدامها من قبل قوات البر الهندية كرشاش قياسي، وفي 
2022
 بدأت عملية استلامها. 
المصدر (إسرائيل ديفينس، 18 يناير 2022)
.
[
3
]
```

- **إيطاليا**:

```
 * وحدة كوماندوز تابعة 
القوات الجوية الإيطالية
. 
المصدر (إسرائيل ديفينس، 15 نوفمبر 2022)
.
[
4
]
```

- **الفلبين**:

```
 * الشرطة الوطنية الفلبينية.
```

- **إستونيا**:

```
 * طلبت حوالي ألف رشاش نغيف NG7 في 
2023
 لصالح جيش إستونيا ورابطة الدفاع الإستونية. 
المصدر (إسرائيل ديفينس، 13 مارس 2023)
.
[
5
]
```

## أنظر أيضا
- مدفع رشاش
- النقب (مدفع رشاش)
- ماج
- هكلر آند كوخ إم جي5

## روابط خارجية
- نشرة الشركة المصنعة النقب NG7
- مدفع رشاش النقب في موقع IWI
  - النقب (الصفحة العامة)
  - النقب SF (المعروف في جيش الدفاع الإسرائيلي باسم "كوماندوز النقب")
  - النقب NG7 عيار 7.62x51 ملم الناتو
  - النقب NG7 SF كوماندوز
  - النقب 7 ULMG
  - النقب 7 ULMG SF
- فيلم ترويجي للشركة عن اختبارات الرماية على موقع اليوتيوب
- مقال عن النقب NG7 على موقع مجلة الدفاع الآمن، فبراير 2014
- صفحة معلومات عن النقب NG7 على موقع "روبي السلام".
- النقب NG7 - مدفع رشاش النقب الجديد بقطر 7.62 ملم منتدى الجيش والدفاع في باريش
- מבחן שדה לנגב NG7 موقع ، موقع nrg و IsraelDefense، مارس 2015
- מערכת ישראל דיפנס, خفة إم 16، إطلاق نار متواصل من رشاش
- </img> موقع
- </img> "עוצמתי ומשמיד": מאחורי הנשק החדש של צה"ל | צפו موقع
- מערכת ישראל דיפנס, دقيق وفتاك: الرشاش الخفيف "النقب 7" يجمع بين قوة عيار 7.62 وخفة الوزن والاكتناز